# Ковач из Великог Вутона
Ковач из Великог Вутона (енгл. Smith of Wootton Major) је бајка за децу Џ. Р. Р. Толкина, први пут објављена 1967. године. То је уједно и последња објављена прича за његовог живота и омаж је његовој посвећености вилин-свету који је упознао кроз келтску митологију. Књига је илустрована оригиналним Толкиновим илустрацијама.

## О причи
Толкин је био проучавалац енглеске књижевности, филолог и медиевиста заинтересован за језик и поезију из средњег века, посебно за англосаксонску Енглеску и северну Европу.
Ковач из Великог Вутона је почео као покушај да се објасни значење Виле помоћу приче о кувару и његовој торти, а Толкин је првобитно мислио да је назове Велика торта. Било је замишљено да буде део Толкиновог предговора бајковитој причи Џорџа Макдоналда Златни кључ.
Прича Ковач из Великог Вутона настала је сасвим случајно, када је Толкин био позван да напише уводну реч за једно од реиздања књиге The Golden Key (Златни кључ) енглеског писца Џорџа Макдоналда (George MacDonald, 1824−1905). Покушавајући да кроз кратку причу о кувару и његовој торти објасни значење виле, написао је дело које је прерасло у причу за себе. Књига се првобитно звала Велика торта, али је наслов касније промењен у Ковач из Великог Вутона.
Ово дело можда најконцизније представља Толкиново виђење односа између људског и вилинског света. Толкин овде доста приметно користи метафору, што је необично за  његов стил писања. У већини прича он само повремено прибегава симболима и симболици, преферирајући да буде директан. Ковач из Великог Вутона је прича за све генерације. Изазива осећај чудесног на два нивоа - како на нивоу детета, тако и на нивоу одраслог.
Неки критичари сматрају да су управо захваљујући овим причама, које је углавном смишљао за своју децу, касније настала његова далеко амбициознија дела: Хобит и Господар прстенова. Приче су углавном биле обичне. Свега неколико је забележио, а само мали број је био завршен. Толкин се од 1920. године, када је написао прво у серији Писама од Деда Мраза, у потпуности задовољавао да буде приповедач својој деци.

## Радња
Село Велики Вутон је познато широм земље по својим годишњим фестивалима, посебно по кулинарским ђаконијама које се том приликом припремају. Највећи фестивал од свих је Празник добре деце. Ова светковина се обележава само једном у двадесет и четири године, а на забаву се позива двадесет четворо деце из села. Врхунац забаве је Велика торта, која је посебна по својим скривеним магичним састојцима. Дете које прогута један од ових састојака добија ретки дар да моше да уђе у Земљу вила.
Прича почиње у тренутку када стари Главни кувар у Великом Вутону осети да му је време да се повуче. Он проналази свог шегрта Алфа, ког обучава за свог наследника. Међутим, село га не прихвата, сматрајући да је премлад, а и странац, па бирају Нокса који није баш талентован за ово звање. Алф остаје уз њега као помоћник од кога Нокс заправо учи, али и елеменат чаролије који ће довести до заплета. Када је дошло време да направи Велику торту, Нокс се одлучио се за бајковиту тему. Нажалост, није имао појма како да направи торту, и док је претурао по старим куварским књигама које је оставио претходни мајстор, наишао је на црну кутијицу у којој се налазила сребрна звезда. Нокес је одлучио да у Велику торту стави разне ситнице, као изненађења за децу. Након што му је Алф рекао да је звезда вилинска, Нокес је и њу убацио у Велику торту.
Главни протагониста приче је син сеоског ковача Смит (енгл. smith = ковач), који случајно поједе чаробну звезду, због чега добија моћ да улази у вилински свет. У почетку дечак није осетио ниједно од њених магичних својстава, али у јутро на његовог десетог рођендана звезда му се залепила на чело и означила га као блиског са вилинским народом. Овај дечак је одрастао у ковача попут свог оца, али је у слободно време лутао Земљом вила. Звезда на његовом челу га је штитила од свих зала која су претила смртницима у тој земљи, а вилински народ га је звао Звездано чело и причао му о својој земљи и њеним скривеним лепотама и опасностима.
Године су пролазиле и после 24 године дошло је време за још један Празник добре деце. Смит је имао свој драгоцени дар већим делом свог живота и Дошло је време да Смит свој драгоцени дар, који је имао већим делом свог живота, преда неком другом детету. Тако је одустао од звезде, а мистериозни мајстор кувар ју је још једном ставио у празничну торту коју је за ту прилику испекао.

## Историја публикације
Прича је први пут објављена у Уједињеном Краљевству као самостална књига Џорџа Алена и Анвина 9. новембра 1967, са 11 црно-белих илустрација и обојеном илустрацијом јакне Паулине Баинес. Толкин је замолио Бејнса да ограничи своју палету на црно-бело, као што је то урадила за Фармер Гила од Бута; Толкин је био задовољан резултатом.
Ковач из Великог Вутона је исте године први пут објавио у САД објавио Houghton Mifflin. Прештампао га је 1969. Балантин заједно са Фармером Гилом од Бута.
Издање из 2005. године, које је уредио Верлин Флигер, укључује претходно необјављен Толкинов есеј, који објашњава позадину и зашто је краљ вилењака провео толико дуго у Вутон Мејџору. Такође објашњава како је прича прерасла од првобитне идеје до објављене верзије.
Прича је поново објављена 2021. заједно са делима Фармеро Гилом од Бута, Авантурама Тома Бомбадила и Leaf by Niggle као Tales from the Perilous Realm.

## Српско издање
Толкинова прича Ковач из Великог Вутона први пут је на српском објављена 1984. године, у издању Дечјих новина из Горњег Милановца. Друго српско издање објавила је београдска издавачка кућа Моно и Мањана 1997. године. Једна је у едицији од четири Толкинове приче за децу објављене као засебна дела:
- Ковач из Великог Вутона
- Фармер Гил од Бута
- Авантуре Тома Бомбадила
- Тумарало